# Сокольнические казармы
Сокольнические казармы — исторические казармы в Москве, на улице Матросская Тишина.

## История

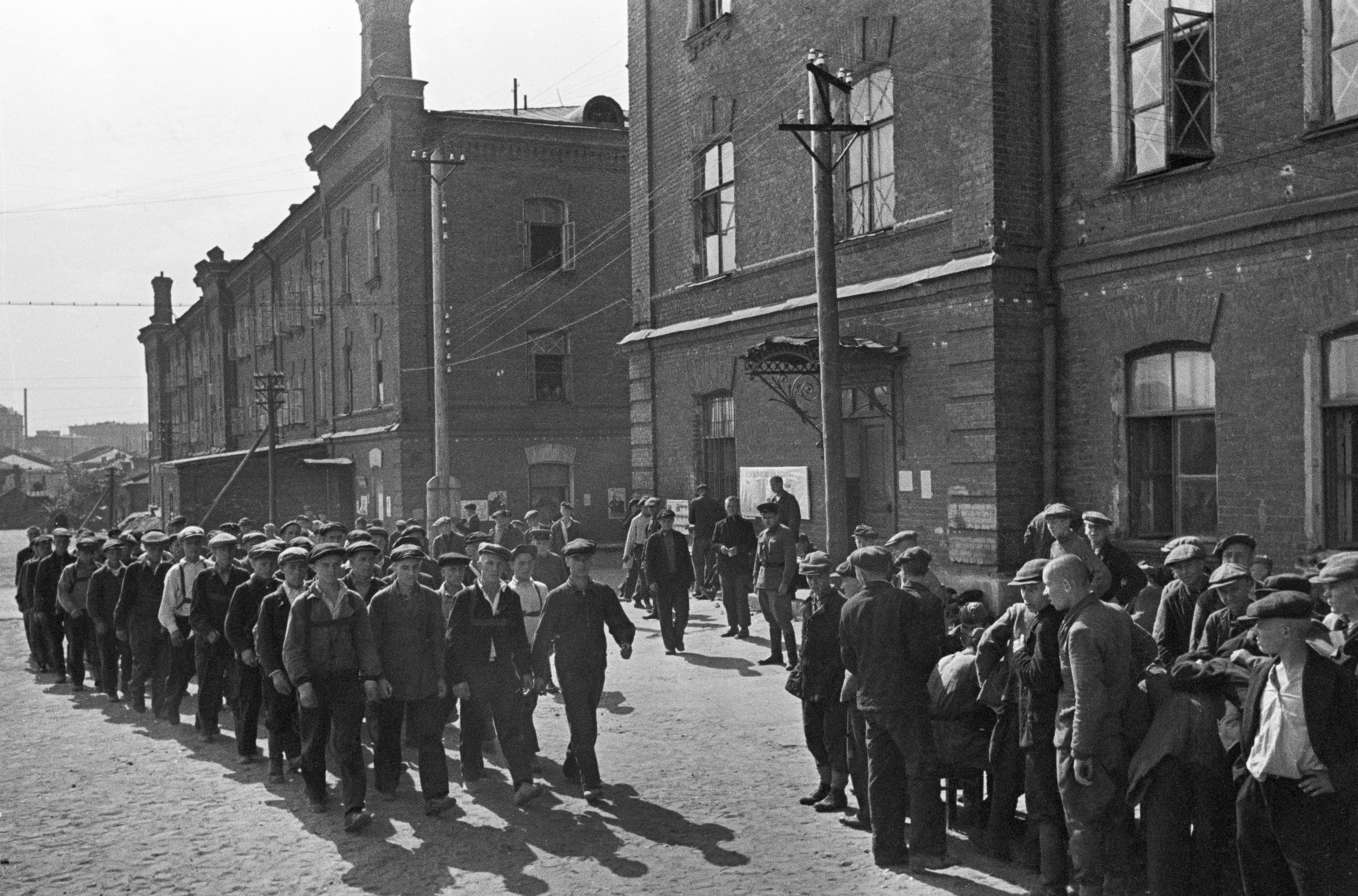
«Мобилизация. Новобранцы», фото А. Гаранина. Москва, 23 июня 1941 года

Были построены в 70-е годы XIX века. До этого тут находился учебный лагерь учительской семинарии военного ведомства. В казармах с 1897 года по 1914 год размещался Гренадерский сапёрный батальон. В дальнейшем казармы занимали технические армейские части. Так, осенью 1917 года в них размещался телеграфно-прожекторный полк и самокатный батальон, выступившие в октябрьских боях на стороне большевиков.
В советский период назывались казармами имени Ворошилова.
Осенью 2013 года одно из зданий казарм (улица Матросская Тишина, 10, стр. 1), несмотря на протесты горожан, было незаконно снесено инвестором ОАО «494 УНР» ради освобождения территории под коммерческую застройку.
Сохранившееся здание казарм (улица Матросская Тишина, 10, стр. 12) занимают Командование ВДВ РФ и филиал ФГБУ «Центральное жилищно-коммунальное управление Министерства обороны Российской Федерации».